# Adriano Leite Ribeiro
Adriano Leite Ribeiro (bedre kendt som Adriano) (født 17. februar 1982 i Rio de Janeiro, Brasilien) er en brasiliansk tidligere fodboldspiller, der spillede som angriber. Han er især kendt for sin tid i Inter i Italien, hvor han var tilknyttet i otte år, dog afbrudt af flere udlejninger, på grund af en svigtende disciplin, og et dårligt forhold til flere af klubbens trænere. Han nåede dog at vinde hele fire italienske mesterskaber med klubben.
I Brasilien har Adriano primært spillet for Flamengo, som han blandt andet hjalp til statsmesterskabet i både 2000 og 2001. Han har også været tilknyttet Corinthians og Atlético Paranaense.

## Landshold
Adriano spillede i sin karriere som landsholdsspiller hele 48 kampe og scorede 27 mål for Brasiliens landshold, som han debuterede for den 15. november 2000 i et opgør mod Colombia. Han var med til at vinde Copa América i 2004 og Confederations Cup 2005, og var desuden en del af landets trup til VM i 2006 i Tyskland.